# Coppa del Mondo juniores di slittino 2022
La Coppa del Mondo juniores di slittino 2021/2022 fu la ventinovesima edizione del circuito mondiale relativo alla categoria juniores dello slittino, manifestazione organizzata annualmente dalla FIL; iniziò il 2 dicembre 2021 a La Plagne in Francia e si concluse il 15 gennaio 2022 a Bludenz in Austria, contemporaneamente alla medesima competizione riservata alla categoria giovani. Furono disputate ventotto gare: oltre alle sei prove nel singolo donne, nel singolo uomini e nel doppio uomini e alle quattro nelle gare a squadre, per la prima volta fece il suo esordio nel circuito juniores la disciplina del doppio donne: le prove in programma furono sei; nello stesso ambito vennero disputate anche le competizioni del doppio femminile aperte ad atlete di qualsiasi età, che assegnarono per la prima volta il trofeo  di Coppa del Mondo assoluto della specialità.
Nel corso della stagione si tennero anche i campionati mondiali juniores di Winterberg, in Germania, competizione non valida ai fini della Coppa del Mondo, ma che assegnò anche i titoli riguardanti i campionati pacifico-americani juniores, mentre la tappa di Bludenz fu valida anche come campionato europeo juniores.
Le coppe di cristallo, trofeo conferito ai vincitori del circuito, furono tutte assegnate ad atleti tedeschi: Timon Grancagnolo per quanto concerne la classifica del singolo uomini, Merle Fräbel conquistò il trofeo del singolo donne, la coppia formata da Moritz Jäger e Valentin Steudte si aggiudicò la vittoria nel doppio maschile e quella composta da Luisa Romanenko e Pauline Patz trionfò nella competizione biposto femminile; infine la nazionale di slittino della Germania primeggiò nella classifica della gara a squadre.

## Calendario
| Tappa  | Località   | Pista                 | Data                | Singolo           | Singolo           | Doppio            | Doppio            | Gara a squadre    |
| Tappa  | Località   | Pista                 | Data                | Uomini            | Donne             | Uomini            | Donne             | Gara a squadre    |
| ------ | ---------- | --------------------- | ------------------- | ----------------- | ----------------- | ----------------- | ----------------- | ----------------- |
| 1      | La Plagne  | Pista di La Plagne    | 2-3 dicembre 2021   | ●                 | ●                 | ●                 | ●                 |                   |
| 2      | La Plagne  | Pista di La Plagne    | 3-4 dicembre 2021   | ●                 | ●                 | ●                 | ●                 | ●                 |
| 3      | Innsbruck  | Olympia eiskanal Igls | 10-11 dicembre 2021 | ●                 | ●                 | ●                 | ●                 | ●                 |
| 4      | Oberhof    | Pista di Oberhof      | 17 dicembre 2021    | ●                 | ●                 | ●                 | ●                 |                   |
| 5      | Oberhof    | Pista di Oberhof      | 18-19 dicembre 2021 | ●                 | ●                 | ●                 | ●                 | ●                 |
| 6      | Bludenz    | Pista di Bludenz      | 15-16 gennaio 2022  | ●                 | ●                 | ●                 | ●                 | ●                 |
| -      | Winterberg | Eisarena Winterberg   | 30 gennaio 2022     | Mondiali juniores | Mondiali juniores | Mondiali juniores | Mondiali juniores | Mondiali juniores |
| Totale | Totale     | Totale                | Totale              | 6                 | 6                 | 6                 | 6                 | 4                 |

|  | La tappa di Bludenz ed i campionati mondiali juniores di Winterberg assegnarono rispettivamente anche il e titolo europeo e quello pacifico-americano di categoria del 2022. |

## Risultati

### Singolo donne
| Data             | Località  | Nazione  | Prima classificata          | Seconda classificata        | Terza classificata    |
| ---------------- | --------- | -------- | --------------------------- | --------------------------- | --------------------- |
| 3 dicembre 2021  | La Plagne | Francia  | Sofija Mazur Russia         | Merle Fräbel Germania       | Darija Olesik Russia  |
| 4 dicembre 2021  | La Plagne | Francia  | Sofija Mazur Russia         | Daria Olesik Russia         | Merle Fräbel Germania |
| 11 dicembre 2021 | Innsbruck | Austria  | Jessica Degenhardt Germania | Merle Fräbel Germania       | Sofija Mazur Russia   |
| 17 dicembre 2021 | Oberhof   | Germania | Jessica Degenhardt Germania | Merle Fräbel Germania       | Sofija Mazur Russia   |
| 19 dicembre 2021 | Oberhof   | Germania | Merle Fräbel Germania       | Jessica Degenhardt Germania | Sofija Mazur Russia   |
| 16 gennaio 2022  | Bludenz   | Austria  | Melina Fischer Germania     | Jessica Degenhardt Germania | Zane Kaluma Lettonia  |

### Singolo uomini
| Data             | Località  | Nazione  | Primo classificato          | Secondo classificato       | Terzo classificato         |
| ---------------- | --------- | -------- | --------------------------- | -------------------------- | -------------------------- |
| 2 dicembre 2021  | La Plagne | Francia  | Matthew Greiner Stati Uniti | Noah Kallan Austria        | Timon Grancagnolo Germania |
| 4 dicembre 2021  | La Plagne | Francia  | Matthew Greiner Stati Uniti | Timon Grancagnolo Germania | Noah Kallan Austria        |
| 11 dicembre 2021 | Innsbruck | Austria  | Timon Grancagnolo Germania  | Pascal Kunze Germania      | Florian Tanzer Austria     |
| 19 dicembre 2021 | Oberhof   | Germania | Timon Grancagnolo Germania  | Noah Kallan Austria        | Pascal Kunze Germania      |
| 18 dicembre 2021 | Oberhof   | Germania | Timon Grancagnolo Germania  | Noah Kallan Austria        | Pascal Kunze Germania      |
| 16 gennaio 2022  | Bludenz   | Austria  | Marián Skupek Slovacchia    | Fabio Zauser Austria       | Eduard Aleksandrov Russia  |

### Doppio donne
| Data             | Località  | Nazione  | Prime classificate                       | Seconde classificate                       | Terze classificate                         |
| ---------------- | --------- | -------- | ---------------------------------------- | ------------------------------------------ | ------------------------------------------ |
| 2 dicembre 2021  | La Plagne | Francia  | Luisa Romanenko Pauline Patz Germania    | Maya Chan Reannyn Weiler Stati Uniti       | Anastasija Kropačeva Alëna Starkova Russia |
| 3 dicembre 2021  | La Plagne | Francia  | Luisa Romanenko Pauline Patz Germania    | Anastasija Kropačeva Alëna Starkova Russia | Nikola Domowicz Dominika Piwkowska Polonia |
| 10 dicembre 2021 | Innsbruck | Austria  | Luisa Romanenko Pauline Patz Germania    | Maya Chan Reannyn Weiler Stati Uniti       | Viktorija Ziediņa Selīna Zvilna Lettonia   |
| 17 dicembre 2021 | Oberhof   | Germania | Viktorija Ziediņa Selīna Zvilna Lettonia | Maya Chan Reannyn Weiler Stati Uniti       | Anastasija Kropačeva Alëna Starkova Russia |
| 18 dicembre 2021 | Oberhof   | Germania | Viktorija Ziediņa Selīna Zvilna Lettonia | Maya Chan Reannyn Weiler Stati Uniti       | Luisa Romanenko Pauline Patz Germania      |
| 15 gennaio 2022  | Bludenz   | Austria  | Viktorija Ziediņa Selīna Zvilna Lettonia | Luisa Romanenko Pauline Patz Germania      | Maya Chan Reannyn Weiler Stati Uniti       |

### Doppio uomini
| Data             | Località  | Nazione  | Primi classificati                                | Secondi classificati                              | Terzi classificati                       |
| ---------------- | --------- | -------- | ------------------------------------------------- | ------------------------------------------------- | ---------------------------------------- |
| 2 dicembre 2021  | La Plagne | Francia  | Eduards Ševics-Mikeļševics Lūkass Krasts Lettonia | Lev Romanov Vladislav Veremeenko Russia           | Moritz Jäger Valentin Steudte Germania   |
| 3 dicembre 2021  | La Plagne | Francia  | Lev Romanov Vladislav Veremeenko Russia           | Eduards Ševics-Mikeļševics Lūkass Krasts Lettonia | Moritz Jäger Valentin Steudte Germania   |
| 10 dicembre 2021 | Innsbruck | Austria  | Lev Romanov Vladislav Veremeenko Russia           | Eduards Ševics-Mikeļševics Lūkass Krasts Lettonia | Moritz Jäger Valentin Steudte Germania   |
| 17 dicembre 2021 | Oberhof   | Germania | Moritz Jäger Valentin Steudte Germania            | Lev Romanov Vladislav Veremeenko Russia           | Kaspars Rinks Vitalijs Jegorovs Lettonia |
| 18 dicembre 2021 | Oberhof   | Germania | Moritz Jäger Valentin Steudte Germania            | Kaspars Rinks Vitalijs Jegorovs Lettonia          | Lev Romanov Vladislav Veremeenko Russia  |
| 15 gennaio 2022  | Bludenz   | Austria  | Moritz Jäger Valentin Steudte Germania            | Michail Karnauchov Jurij Čirva Russia             | Kaspars Rinks Vitalijs Jegorovs Lettonia |

### Gara a squadre
| Data             | Località  | Nazione  | Primi classificati                                                            | Secondi classificati                                                      | Terzi classificati                                                            |
| ---------------- | --------- | -------- | ----------------------------------------------------------------------------- | ------------------------------------------------------------------------- | ----------------------------------------------------------------------------- |
| 4 dicembre 2021  | La Plagne | Francia  | Germania Merle Fräbel Timon Grancagnolo Moritz Jäger / Valentin Steudte       | Russia Sofija Mazur Eduard Aleksandrov Lev Romanov / Vladislav Veremeenko | Lettonia Zane Kaluma Kaspars Rinks Eduards Ševics-Mikeļševics / Lūkass Krasts |
| 11 dicembre 2021 | Innsbruck | Austria  | Germania Jessica Degenhardt Timon Grancagnolo Moritz Jäger / Valentin Steudte | Russia Sofija Mazur Eduard Aleksandrov Lev Romanov / Vladislav Veremeenko | Lettonia Zane Kaluma Kaspars Rinks Eduards Ševics-Mikeļševics / Lūkass Krasts |
| 19 dicembre 2021 | Oberhof   | Germania | Germania Merle Fräbel Timon Grancagnolo Moritz Jäger / Valentin Steudte       | Russia Sofija Mazur Eduard Aleksandrov Lev Romanov / Vladislav Veremeenko | Lettonia Zane Kaluma Kaspars Rinks Viktorija Ziediņa / Selīna Zvilna          |
| 16 gennaio 2022  | Bludenz   | Austria  | Germania Melina Fischer Timon Grancagnolo Moritz Jäger / Valentin Steudte     | Lettonia Zane Kaluma Roberts Dreimanis Kaspars Rinks / Vitalijs Jegorovs  | Russia Sofija Mazur Eduard Aleksandrov Lev Romanov / Vladislav Veremeenko     |

## Classifiche

### Singolo donne
| Pos. | Nome                  | Nazione  | Risultati ottenuti | Risultati ottenuti | Risultati ottenuti | Risultati ottenuti | Risultati ottenuti | Risultati ottenuti | Punti totali |
| Pos. | Nome                  | Nazione  | LAP-1              | LAP-2              | INN                | OBE-1              | OBE-2              | BLU                | Punti totali |
| ---- | --------------------- | -------- | ------------------ | ------------------ | ------------------ | ------------------ | ------------------ | ------------------ | ------------ |
| 1    | Merle Fräbel          | Germania | 2                  | 3                  | 2                  | 2                  | 1                  | 7                  | 471          |
| 2    | Jessica Degenhardt    | Germania | 9                  | 6                  | 1                  | 1                  | 2                  | 2                  | 459          |
| 3    | Sofija Mazur          | Russia   | 1                  | 1                  | 3                  | 3                  | 3                  | 13                 | 440          |
| 4    | Darija Olesik         | Russia   | 3                  | 2                  | 5                  | 4                  | 6                  | 9                  | 359          |
| 5    | Melina Fischer        | Germania | 7                  | 8                  | 4                  | 6                  | 4                  | 1                  | 358          |
| 6    | Zane Kaluma           | Lettonia | 5                  | 5                  | 6                  | 7                  | 11                 | 3                  | 310          |
| 7    | Barbara Allmaier      | Austria  | 4                  | 7                  | 8                  | 10                 | 7                  | 10                 | 266          |
| 8    | Laura Skel            | Germania | 11                 | 4                  | 7                  | 5                  | 5                  | –                  | 250          |
| 9    | Lara Kipp             | Austria  | 6                  | 10                 | 11                 | 8                  | 10                 | 8                  | 240          |
| 10   | Ioana-Corina Buzatoiu | Romania  | 12                 | 13                 | 10                 | 13                 | 6                  | 19                 | 200          |

### Singolo uomini
| Pos. | Nome               | Nazione     | Risultati ottenuti | Risultati ottenuti | Risultati ottenuti | Risultati ottenuti | Risultati ottenuti | Risultati ottenuti | Punti totali |
| Pos. | Nome               | Nazione     | LAP-1              | LAP-2              | INN                | OBE-1              | OBE-2              | BLU                | Punti totali |
| ---- | ------------------ | ----------- | ------------------ | ------------------ | ------------------ | ------------------ | ------------------ | ------------------ | ------------ |
| 1    | Timon Grancagnolo  | Germania    | 3                  | 2                  | 1                  | 1                  | 1                  | 5                  | 510          |
| 2    | Noah Kallan        | Austria     | 2                  | 3                  | 5                  | 2                  | 2                  | 6                  | 430          |
| 3    | Pascal Kunze       | Germania    | 6                  | 6                  | 2                  | 3                  | 3                  | 14                 | 353          |
| 4    | Kaspars Rinks      | Lettonia    | 7                  | 4                  | 14                 | 4                  | 8                  | 7                  | 282          |
| 5    | Florian Tanzer     | Austria     | 5                  | 5                  | 3                  | 5                  | DNF                | 9                  | 274          |
| 6    | Matthew Greiner    | Stati Uniti | 1                  | 1                  | –                  | –                  | –                  | 4                  | 260          |
| 7    | Marco Leger        | Germania    | 10                 | 9                  | 6                  | 8                  | 6                  | 10                 | 253          |
| 8    | Eduard Aleksandrov | Russia      | 4                  | 7                  | 4                  | –                  | –                  | 3                  | 236          |
| 9    | Hunter Harris      | Stati Uniti | 11                 | 10                 | 8                  | 9                  | 7                  | –                  | 197          |
| 10   | Alex Gufler        | Italia      | 8                  | 8                  | 7                  | DSQ                | 4                  | –                  | 190          |

### Doppio donne
| Pos. | Nome                                | Nazione     | Risultati ottenuti | Risultati ottenuti | Risultati ottenuti | Risultati ottenuti | Risultati ottenuti | Risultati ottenuti | Punti totali |
| Pos. | Nome                                | Nazione     | LAP-1              | LAP-2              | INN                | OBE-1              | OBE-2              | BLU                | Punti totali |
| ---- | ----------------------------------- | ----------- | ------------------ | ------------------ | ------------------ | ------------------ | ------------------ | ------------------ | ------------ |
| 1    | Luisa Romanenko Pauline Patz        | Germania    | 1                  | 1                  | 1                  | 4                  | 3                  | 2                  | 515          |
| 2    | Maya Chan Reannyn Weiler            | Stati Uniti | 2                  | 7                  | 2                  | 2                  | 2                  | 3                  | 456          |
| 3    | Viktorija Ziediņa Selīna Zvilna     | Lettonia    | DNF                | 4                  | 3                  | 1                  | 1                  | 1                  | 430          |
| 4    | Anastasija Kropačeva Alëna Starkova | Russia      | 3                  | 2                  | 5                  | 3                  | 4                  | 4                  | 400          |
| 5    | Nikola Domowicz Dominika Piwkowska  | Polonia     | 4                  | 3                  | 6                  | 6                  | 6                  | 6                  | 330          |
| 6    | Nataša Chytrenko Viktorija Koval'   | Ucraina     | 5                  | 5                  | 7                  | 7                  | 7                  | –                  | 248          |
| 7    | Bianka Petríková Nikola Trembošová  | Slovacchia  | 6                  | 6                  | 8                  | –                  | –                  | 7                  | 188          |
| 8    | Nadia Falkensteiner Annalena Huber  | Italia      | –                  | –                  | 4                  | 5                  | 5                  | –                  | 170          |
| 9    | Annika Krause Magdalena Matschina   | Germania    | –                  | –                  | –                  | –                  | –                  | 5                  | 55           |

### Doppio uomini
| Pos. | Nome                                             | Nazione    | Risultati ottenuti | Risultati ottenuti | Risultati ottenuti | Risultati ottenuti | Risultati ottenuti | Risultati ottenuti | Punti totali |
| Pos. | Nome                                             | Nazione    | LAP-1              | LAP-2              | INN                | OBE-1              | OBE-2              | BLU                | Punti totali |
| ---- | ------------------------------------------------ | ---------- | ------------------ | ------------------ | ------------------ | ------------------ | ------------------ | ------------------ | ------------ |
| 1    | Moritz Jäger Valentin Steudte                    | Germania   | 3                  | 3                  | 3                  | 1                  | 1                  | 1                  | 510          |
| 2    | Lev Romanov Vladislav Veremeenko                 | Russia     | 2                  | 1                  | 1                  | 2                  | 3                  | –                  | 440          |
| 3    | Kaspars Rinks Vitalijs Jegorovs                  | Lettonia   | 6                  | 4                  | 10                 | 3                  | 2                  | 3                  | 371          |
| 4    | Louis Grünbeck Maximilian Kührt                  | Germania   | 4                  | 5                  | 6                  | 4                  | 4                  | 7                  | 331          |
| 5    | Vratislav Varga Metod Majerčák                   | Slovacchia | 5                  | 6                  | 7                  | 5                  | 7                  | 9                  | 291          |
| 6    | Mircea-Razvan Turea Sebastian Motzca             | Romania    | 7                  | 8                  | 9                  | 7                  | 5                  | 6                  | 278          |
| 7    | Eduards Ševics-Mikeļševics Lūkass Krasts         | Lettonia   | 1                  | 2                  | 2                  | –                  | –                  | –                  | 270          |
| 8    | Marek Jan Samek Kamil Kacper Dziedzina           | Polonia    | 9                  | 7                  | 8                  | 8                  | 8                  | DSQ                | 211          |
| 9    | Tudor-Ștefan Handaric Alexandru-Valentin Ailenei | Romania    | –                  | –                  | 4                  | 6                  | 6                  | –                  | 160          |
| 10   | Jakub Karaś Mateusz Karaś                        | Polonia    | 8                  | DSQ                | 5                  | DNS                | DNS                | –                  | 97           |

### Gara a squadre
| Pos. | Nazione     | Risultati ottenuti | Risultati ottenuti | Risultati ottenuti | Risultati ottenuti | Punti totali |
| Pos. | Nazione     | LAP                | INN                | OBE                | BLU                | Punti totali |
| ---- | ----------- | ------------------ | ------------------ | ------------------ | ------------------ | ------------ |
| 1    | Germania    | 1                  | 1                  | 1                  | 1                  | 400          |
| 2    | Russia      | 2                  | 2                  | 2                  | 3                  | 325          |
| 3    | Lettonia    | 3                  | 3                  | 3                  | 2                  | 295          |
| 4    | Stati Uniti | 4                  | 4                  | 7                  | 7                  | 212          |
| 5    | Slovacchia  | 6                  | 9                  | 5                  | 4                  | 204          |
| 6    | Romania     | 7                  | 6                  | 4                  | 8                  | 198          |
| 7    | Polonia     | 5                  | 8                  | 8                  | 9                  | 178          |
| 8    | Ucraina     | 8                  | 10                 | 9                  | 5                  | 172          |
| 9    | Austria     | –                  | 5                  | –                  | 6                  | 105          |
| 10   | Italia      | –                  | 7                  | 6                  | –                  | 96           |